# Célula de Kupffer
Las células de Kupffer, también conocidas como células de Browicz-Kupffer, son macrófagos localizados en el hígado formando las paredes de los sinusoides que forman parte del sistema reticuloendotelial (SRE). 

## Historia
Estas células fueron observadas inicialmente por Karl Wilhelm von Kupffer en 1876. Los científicos las llamaron «sternzellen» (células estrella o células estrelladas) en forma incorrecta, ya que consideraron que formaba parte integral del endotelio de los vasos sanguíneos hepáticos y que estos las originaban. En 1898, tras algunos años de investigaciones, Tadeusz Browicz, un científico polaco, las identificó correctamente como macrófagos.

## Origen
Estas células se originan en la médula ósea con la generación de promonocitos y monoblastos en monocitos; estos en la sangre periférica completan su diferenciación a células de Kupffer.

## Función
Los eritrocitos que han cumplido su ciclo o en estado de deterioro, son destruidos por la acción fagocítica de las células de Kupffer, y la molécula de hemoglobina es dividida. Las cadenas proteicas son reutilizadas, mientras que la porción hemo es dividida en hierro que será reutilizado también y en bilirrubina, la cual es conjugada con ácido glucurónico dentro de los hepatocitos y secretada en la bilis. 
Una investigación identificó un receptor presente en las células de Kupffer, el receptor de complemento de la familia de las inmunoglobulinas (del inglés Complement receptor of the immunoglobulin family - CRIg). Ratones sin el CRIg no podían evacuar patógenos cubiertos por factores del sistema del complemento. El CRIg está conservado en ratones y humanos y es un componente crítico del sistema inmune innato.

## Función en la enfermedad alcohólica hepática
La activación de las células de Kupffer es responsable de la lesión hepática temprana inducida por el etanol, común en el alcoholismo crónico. Como el alcoholismo crónico y la lesión hepática está producida por dos mecanismos. El segundo está caracterizado por la activación del receptor de tipo Toll 4 (TLR4) y CD14, receptores de las células de Kupffer que captan endotoxina (LPS). Este activa la trascripción de citocinas proinflamatorias (factor de necrosis tumoral α - TNFα) y producción de superóxidos (prooxidantes). El TNFα entonces penetra a las células de Kupffer en el hígado, iniciando la síntesis de colágeno y fibrosis. La fibrosis eventualmente causará cirrosis o pérdida de la función hepática.